# Malabsorption du fructose
 Mise en garde médicale
La malabsorption du fructose est une maladie intestinale, due à un déficit en transporteur du fructose dans les entérocytes, entraînant une mauvaise absorption du fructose.
La malabsorption du fructose ne doit pas être confondue avec l'intolérance au fructose ou l'intolérance héréditaire au fructose, qui est une maladie héréditaire dans laquelle les enzymes hépatiques permettant de digérer le fructose sont déficients.
Il n'y a pas de traitement spécifique connu, la prise en charge des patients atteints de malabsorption au fructose est basée sur un régime alimentaire excluant le fructose. Les aliments contenant plus de fructose que de glucose, ou contenant une grande quantité de fructose, quelle que soit la quantité de glucose, posent un problème à ces patients. Alors que les aliments avec une grande quantité de glucose aident les patients à absorber le fructose.